# طواف فلاندرز 1993
طواف فلاندرز 1993 هو سباق دراجات هوائية أقيم بتاريخ 4 أبريل 1993، تكون السباق من 1 مراحل وامتدّ لمسافة 263 كم بسرعة 40.153 كم/س، استغرق السباق 6 ساعة 33 دقيقة 00 ثانية. فاز به البلجيكي يوهان موسيو وحلّ ثانيا فرانس ماسين.

## الترتيب
| م                     | الدرّاج      | البلد  | الزمن                    |
| --------------------- | ----------- | ------ | ------------------------ |
| الفائز بالترتيب العام | يوهان موسيو | بلجيكا | 6 ساعة 33 دقيقة 00 ثانية |
| الثاني                | فرانس ماسين | هولندا |                          |